# Alicia Bugeja Said

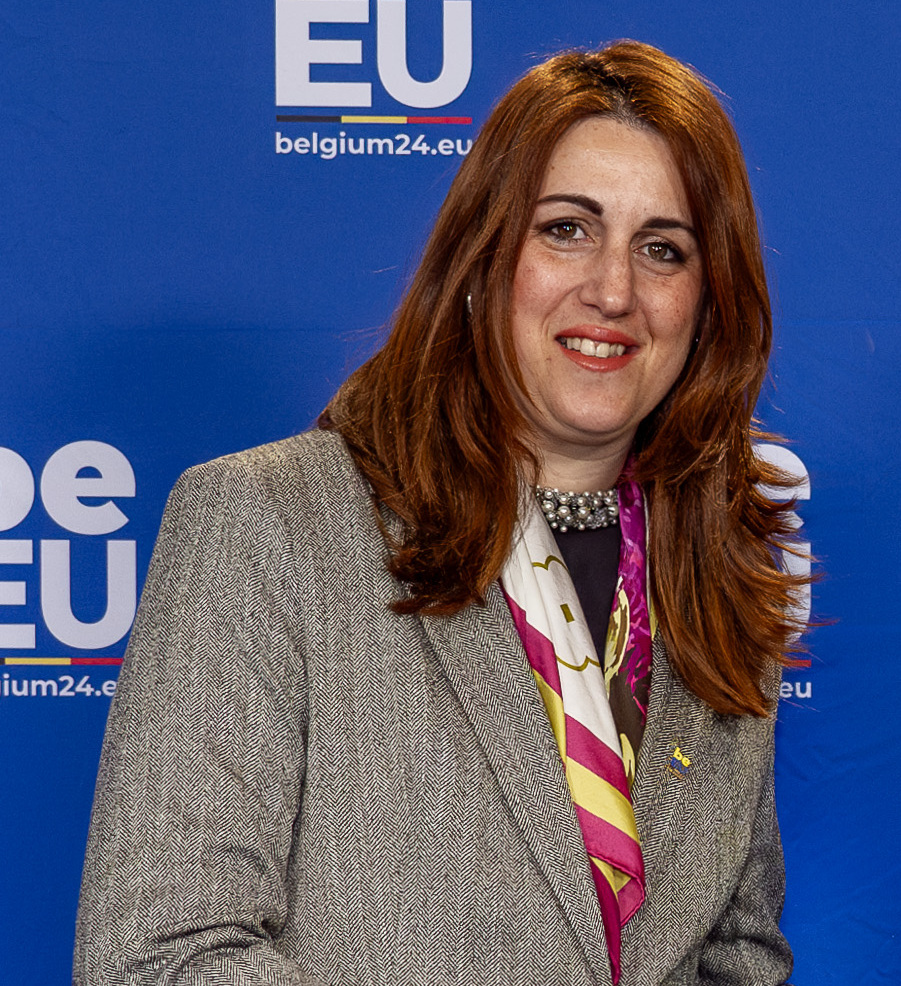
Alicia Bugeja Said na reunião informal dos Ministros das Pescas em março de 2024

Alicia Bugeja Said (nascida em 1987, em Mgarr) é uma política maltesa do Partido Trabalhista.

## Infância e educação
Bugeja Said nasceu numa família da classe trabalhadora e formou-se na Universidade de Kent, no Reino Unido.

## Carreira política
Foi eleita para o Parlamento de Malta nas eleições gerais maltesas de 2022 sob a cota de género. Foi nomeada Secretária Parlamentar das Pescas, Aquicultura e Direitos dos Animais no Governo Maltês.